# 庫爾斯球場

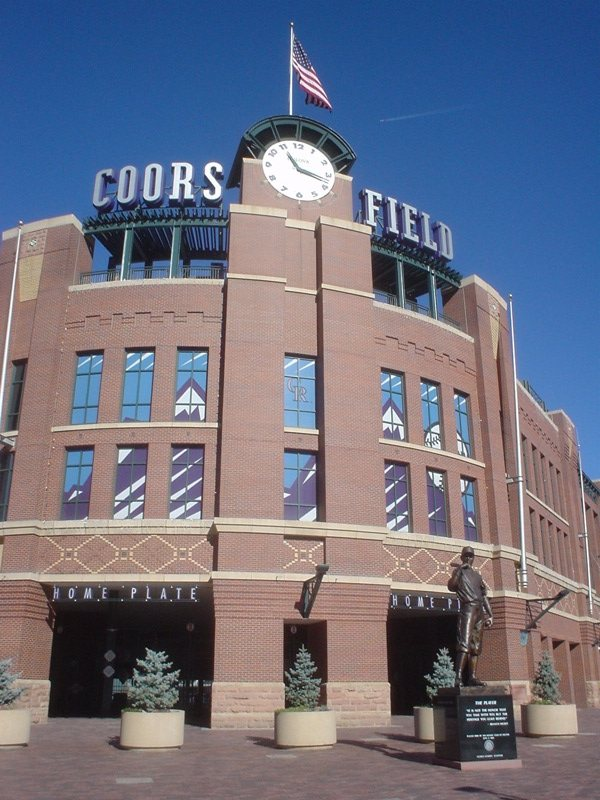
球場入口

庫爾斯球場（英語：Coors Field），是一座位於美國科羅拉多州丹佛市的棒球場。庫爾斯球場啟用於1995年，現為美國職棒大聯盟（MLB）科羅拉多洛磯隊的主場，球場離丹佛聯合車站只有兩個街區。作為棒球場時可容納50,144人。
庫爾斯球場是大聯盟眾主場中第一座擁有地熱系統的球場，同時也是唯一座落位置不在平地上，而在於高山上的球場。因為其海拔標高達5,280英尺（1,610），空氣較稀薄，此地理因素造就了打者在擊球時容易擊出深遠的長打甚至是全壘打，因此該球場常被稱作「投手墳場」、「打者天堂」，有此考量之下，球場本壘到外野的距離設計得比一般的距離還遠許多。
1998年庫爾斯球場舉辦了美國職棒大聯盟明星賽，2007年球季，洛磯隊首次打進了世界大賽，不過在第四戰於主場庫爾斯球場敗給了波士頓紅襪隊，未能拿下冠軍。

## 軼事
在興建期間，工人們打地基時，發現相當數量的恐龍化石，包括一具7呎高，1000磅重的三角龍頭骨。因此，球場還有個稱號叫做『侏儸紀公園』（Jurassic Park）。也因為這個緣故，洛磯隊也選定三角龍為吉祥物，取名叫。

## 外部連結
- Stadium site on coloradorockies.com （页面存档备份，存于）